# 拉沙佩勒圣马夏尔
拉沙佩勒圣马夏尔（法語：La Chapelle-Saint-Martial，法語發音：[la ʃapɛl sɛ̃ maʁsjal]）是法国克勒兹省的一个市镇，属于盖雷区。

## 地理
拉沙佩勒圣马夏尔（46°1'34"N, 1°55'30"E）面积10.12 平方千米，位于法国新阿基坦大区克勒兹省，该省份为法国中部省份，位于法國中央高原西北部，北起安德尔省和谢尔省，西接维埃纳省，南至科雷兹省，东临多姆山省，东北与阿列省接壤。
与拉沙佩勒圣马夏尔接壤的市镇（或旧市镇、城区）包括：勒东泽伊、莱皮纳、迈索尼斯、萨尔当、圣乔治拉普日、圣伊莱尔堡。

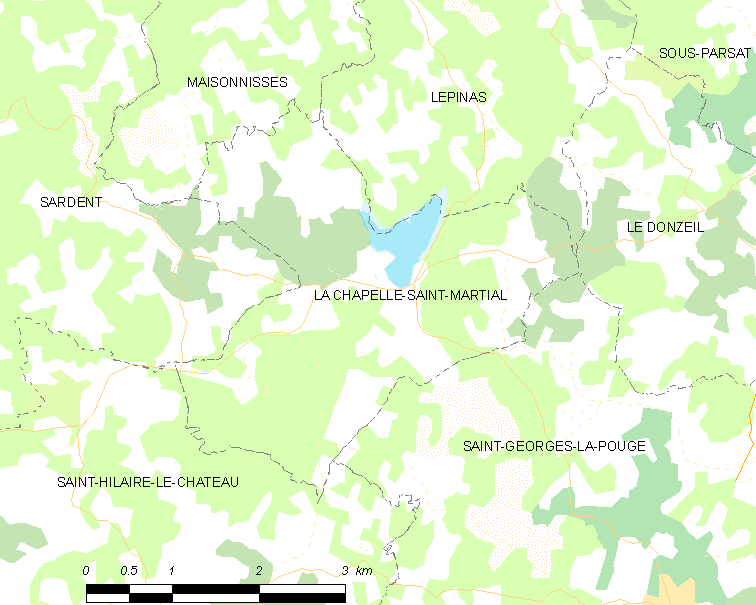
拉沙佩勒圣马夏尔的OSM定位图

拉沙佩勒圣马夏尔的时区为UTC+01:00、UTC+02:00（夏令时）。

## 行政
拉沙佩勒圣马夏尔的邮政编码为23250，INSEE市镇编码为23051。

## 政治
拉沙佩勒圣马夏尔所属的省级选区为阿安县。

## 人口

1962-2008年间拉沙佩勒圣马夏尔人口变化图示

拉沙佩勒圣马夏尔于2022年1月1日时的人口数量为77人。